# 12412 Muchisachie
12412 Muchisachie è un asteroide della fascia principale. Scoperto nel 1995, presenta un'orbita caratterizzata da un semiasse maggiore pari a 2,3668033 UA e da un'eccentricità di 0,1506066, inclinata di 6,91258° rispetto all'eclittica.